# 東海比例代表區
東海比例代表區，是日本眾議院11個比例代表制選區之一。該選舉區設立於1994年，1996年時為23位，2000年以後為21位至今。

## 地區
岐阜縣、靜岡縣、愛知縣、三重縣

## 選出議員
| 選舉屆數 | 第41屆                    | 第42屆                    | 第43屆                    | 第44屆                    | 第45屆                    | 第46屆                    | 第47屆                  | 第48屆                  | 第49屆                  |
| 選舉年   | 1996年                    | 2000年                    | 2003年                    | 2005年                    | 2009年                    | 2012年                    | 2014年                  | 2017年                  | 2021年                  |
| -------- | ------------------------- | ------------------------- | ------------------------- | ------------------------- | ------------------------- | ------------------------- | ----------------------- | ----------------------- | ----------------------- |
| #1       | 山中燁子 （新進党）       | 山谷惠里子 （民主党）     | 都築讓 （民主党）         | 藤野真紀子 （自由民主党） | 藤田大助 （民主党）       | 勝俣孝明 （自由民主党）   | 鈴木淳司 （自由民主党） | 勝俣孝明 （自由民主党） | 青山周平 （自由民主党） |
| #1       | 山中燁子 （新進党）       | 山谷惠里子 （民主党）     | 田村謙治 （民主党）       | 藤野真紀子 （自由民主党） | 藤田大助 （民主党）       | 勝俣孝明 （自由民主党）   | 鈴木淳司 （自由民主党） | 勝俣孝明 （自由民主党） | 青山周平 （自由民主党） |
| #2       | 金子一義 （自由民主党）   | 藤井孝男 （自由民主党）   | 金子一義 （自由民主党）   | 伴野豐 （民主党）         | 田村憲久 （自由民主党）   | 藤井孝男 （日本維新会）   | 中根康浩 （民主党）     | 岡本充功 （希望之党）   | 伴野豐 （立憲民主党）   |
| #3       | 鈴木淑夫 （新進党）       | 伊藤忠治 （民主党）       | 伊藤忠治 （民主党）       | 佐藤由香里 （自由民主党） | 今井雅人 （民主党）       | 大西健介 （民主党）       | 勝俣孝明 （自由民主党） | 吉田統彦 （立憲民主党） | 石井拓 （自由民主党）   |
| #4       | 稻垣實男 （自由民主党）   | 杉山憲夫 （自由民主党）   | 倉田雅年 （自由民主党）   | 赤松廣隆 （民主党）       | 橋本勉 （民主党）         | 八木哲也 （自由民主党）   | 今井雅人 （維新党）     | 鈴木淳司 （自由民主党） | 宮澤博行 （自由民主党） |
| #5       | 古川元久 （民主党）       | 坂口力 （公明党）         | 坂口力 （公明党）         | 平田耕一 （自由民主党）   | 鹽谷立 （自由民主党）     | 大口善德 （公明党）       | 大口善德 （公明党）     | 大口善德 （公明党）     | 大口善德 （公明党）     |
| #6       | 佐佐木憲昭 （日本共產党） | 島聰 （民主党）           | 佐藤觀樹 （民主党）       | 坂口力 （公明党）         | 齊木武志 （民主党）       | 今井雅人 （日本維新会）   | 伴野豐 （民主党）       | 大見正 （自由民主党）   | 中川正春 （立憲民主党） |
| #6       | 佐佐木憲昭 （日本共產党） | 島聰 （民主党）           | 津川祥吾 （民主党）       | 坂口力 （公明党）         | 齊木武志 （民主党）       | 今井雅人 （日本維新会）   | 伴野豐 （民主党）       | 青山周平 （自由民主党） | 中川正春 （立憲民主党） |
| #7       | 石田幸四郎 （新進党）     | 佐佐木憲昭 （日本共產党） | 鈴木淳司 （自由民主党）   | 前田雄吉 （民主党）       | 坂口力 （公明党）         | 赤松廣隆 （民主党）       | 青山周平 （自由民主党） | 今井雅人 （希望之党）   | 杉本和巳 （日本維新会） |
| #8       | 杉山憲夫 （自由民主党）   | 中井洽 （自由党）         | 鈴木康友 （民主党）       | 倉田雅年 （自由民主党）   | 笠原多見子 （民主党）     | 東鄉哲也 （自由民主党）   | 本村伸子 （日本共產党） | 青山雅幸 （立憲民主党） | 池田佳隆 （自由民主党） |
| #9       | 坂口力 （新進党）         | 吉田幸弘 （自由民主党）   | 平田耕一 （自由民主党）   | 園田康博 （民主党）       | 野田聖子 （自由民主党）   | 杉本和巳 （眾人之党）     | 池田佳隆 （自由民主党） | 川崎二郎 （自由民主党） | 鹽谷立 （自由民主党）   |
| #10      | 大石秀政 （自由民主党）   | 伴野豐 （民主党）         | 園田康博 （民主党）       | 齊藤斗志二 （自由民主党） | 金森正 （民主党）         | 鈴木克昌 （日本未来党）   | 岡本充功 （民主党）     | 牧義夫 （希望之党）     | 吉田統彦 （立憲民主党） |
| #11      | 近藤昭一 （民主党）       | 大島令子 （社会民主党）   | 河合正智 （公明党）       | 森本哲生 （民主党）       | 山田良司 （民主党）       | 島田佳和 （自由民主党）   | 牧義夫 （維新党）       | 日吉雄太 （立憲民主党） | 中川貴元 （自由民主党） |
| #12      | 安倍基雄 （新進党）       | 青山丘 （自由民主党）     | 齊藤斗志二 （自由民主党） | 杉田元司 （自由民主党）   | 古屋圭司 （自由民主党）   | 重德和彦 （日本維新会）   | 大見正 （自由民主党）   | 本村伸子 （日本共產党） | 本村伸子 （日本共產党） |
| #13      | 川崎二郎 （自由民主党）   | 牧野聖修 （民主党）       | 島聰 （民主党）           | 佐佐木憲昭 （日本共產党） | 佐佐木憲昭 （日本共產党） | 近藤昭一 （民主党）       | 伊藤涉 （公明党）       | 神田憲次 （自由民主党） | 伊藤涉 （公明党）       |
| #14      | 前島秀行 （社会民主党）   | 河合正智 （公明党）       | 佐佐木憲昭 （日本共產党） | 大口善德 （公明党）       | 吉田統彦 （民主党）       | 吉川赳 （自由民主党）     | 小山展弘 （民主党）     | 伊藤涉 （公明党）       | 田中健 （国民民主党）   |
| #14      | 菊地董 （社会民主党）     | 河合正智 （公明党）       | 佐佐木憲昭 （日本共產党） | 大口善德 （公明党）       | 吉田統彦 （民主党）       | 吉川赳 （自由民主党）     | 小山展弘 （民主党）     | 伊藤涉 （公明党）       | 田中健 （国民民主党）   |
| #15      | 瀨古由起子 （日本共產党） | 谷田武彦 （自由民主党）   | 岡本充功 （民主党）       | 中井洽 （民主党）         | 大口善德 （公明党）       | 伊藤涉 （公明党）         | 神田憲次 （自由民主党） | 池田佳隆 （自由民主党） | 渡邊周 （立憲民主党）   |
| #16      | 平田米男 （新進党）       | 山村健 （民主党）         | 近藤浩 （自由民主党）     | 土井真樹 （自由民主党）   | 大村秀章 （自由民主党）   | 佐佐木憲昭 （日本共產党） | 松田直久 （維新党）     | 關健一郎 （希望之党）   | 石原正敬 （自由民主党） |
| #16      | 平田米男 （新進党）       | 山村健 （民主党）         | 木村隆秀 （自由民主党）   | 土井真樹 （自由民主党）   | 望月義夫 （自由民主党）   | 佐佐木憲昭 （日本共產党） | 松田直久 （維新党）     | 關健一郎 （希望之党）   | 石原正敬 （自由民主党） |
| #17      | 木村隆秀 （自由民主党）   | 瀨古由起子 （日本共產党） | 中井洽 （民主党）         | 岡本充功 （民主党）       | 三輪信昭 （民主党）       | 鈴木望 （日本維新会）     | 島津幸廣 （日本共產党） | 松田功 （立憲民主党）   | 岬麻紀 （日本維新会）   |
| #18      | 伊藤忠治 （民主党）       | 都築讓 （自由党）         | 青山丘 （自由民主党）     | 篠田陽介 （自由民主党）   | 小林正枝 （民主党）       | 中根康浩 （民主党）       | 八木哲也 （自由民主党） | 八木哲也 （自由民主党） | 吉川赳 （自由民主党）   |
| #19      | 河合正智 （新進党）       | 木村隆秀 （自由民主党）   | 大口善德 （公明党）       | 田村謙治 （民主党）       | 川崎二郎 （自由民主党）   | 櫻井宏 （自由民主党）     | 鈴木克昌 （民主党）     | 杉本和巳 （日本維新会） | 牧義夫 （立憲民主党）   |
| #20      | 大村秀章 （自由民主党）   | 津川祥吾 （民主党）       | 中根康浩 （民主党）       | 馬渡龍治 （自由民主党）   | 大山昌宏 （民主党）       | 小池政就 （眾人之党）     | 島田佳和 （自由民主党） | 源馬謙太郎 （希望之党） | 山本左近 （自由民主党） |
| #21      | 福岡宗也 （新進党）       | 倉田雅年 （自由民主党）   | 上川陽子 （自由民主党）   | 伊藤涉 （公明党）         | 磯谷香代子 （民主党）     | 川田隆 （自由民主党）     | 中川康洋 （公明党）     | 田畑毅 （自由民主党）   | 中川康洋 （公明党）     |
| #21      | 半田善三 （新進党）       | 倉田雅年 （自由民主党）   | 上川陽子 （自由民主党）   | 伊藤涉 （公明党）         | 磯谷香代子 （民主党）     | 川田隆 （自由民主党）     | 中川康洋 （公明党）     | 吉川赳 （自由民主党）   | 中川康洋 （公明党）     |
| #22      | 栗原裕康 （自由民主党）   |                           |                           |                           |                           |                           |                         |                         |                         |
| #23      | 平賀高成 （日本共產党）   |                           |                           |                           |                           |                           |                         |                         |                         |

## 相關項目
- 比例代表制
- 日本眾議院比例代表制選區列表